# David Garrick
David Garrick (Hereford, 19 febbraio 1717 – Londra, 20 gennaio 1779) è stato un attore teatrale, drammaturgo, produttore teatrale inglese.
È considerato un grande attore teatrale inglese che esercitò una grande influenza su tutti gli aspetti dell'attività teatrale nel Settecento, interessandosi di produzioni, scenografia, costumi e perfino di effetti speciali, rinnovando l'interesse per le opere teatrali di Shakespeare. Garrick fu allievo e amico di Samuel Johnson. Cominciò a recitare in una serie di rappresentazioni amatoriali, finché interpretando il ruolo di Riccardo III di Shakespeare suscitò l'ammirazione del pubblico e degli impresari teatrali. Charles Fleetwood, avendo apprezzato le sue interpretazioni, scritturò Garrick per una stagione di recite al Theatre Royal in Drury Lane. Garrick recitò con la compagnia del Drury Lane per cinque anni e riuscì ad acquistare una quota del teatro insieme a James Lacy. Tale acquisto diede inizio ad una gestione trentennale da parte di Garrick del Drury Lane, durante i quali questo teatro fu classificato come uno dei principali teatri d'Europa. Alla sua morte, dopo tre anni dal suo ritiro dalle scene, Garrick venne onorato con un solenne funerale pubblico nell'Abbazia di Westminster dove fu sepolto nel transetto meridionale detto il Poets' corner.
L'influenza di Garrick si estese anche sui testi teatrali. I critici sono unanimi nel dire che non fu un buon drammaturgo, tuttavia fu notevole il suo impegno nel portare Shakespeare fra il grande pubblico. Inoltre, adattò al suo repertorio vecchie pieces teatrali del periodo della Restaurazione inglese che sarebbero definitivamente rimaste nel dimenticatoio. Garrick, oltre a portare il teatro verso una migliore qualità, si guadagnò una ottima reputazione per aver valorizzato il teatro popolare. Questo risultato fece dire a Samuel Johnson che "la sua professione lo ha reso ricco ed egli ha reso la sua professione rispettabile."

## Biografia

### Primi anni
Garrick nacque in una famiglia di ugonotti originaria della regione meridionale francese Linguadoca. Il bisnonno di Garrick, David Garric, era a Bordeaux nel 1685 quando venne abolito l'Editto di Nantes, revocando così i diritti dei Protestanti in Francia. Fu così che l'uomo fuggì a Londra, mentre suo figlio Peter, a quel tempo un neonato, quando fu abbastanza grande da affrontare il viaggio arrivò in Inghilterra come un clandestino insieme ad una balia. David Garrick, divenuto cittadino inglese, anglicizzò il proprio cognome in Garrick. Alla nascita di Garrick nel 1717 la famiglia, che viveva a Hereford, si trasferì a Lichfield, città natale di sua madre. Suo padre, il Capitano Peter Garrick era un ufficiale dell'esercito di stanza in Gibilterra. David Garrick era il terzo di cinque figli e il suo fratello minore, George (1723-1779), sarebbe stato un collaboratore di David per il resto della sua vita. Il drammaturgo e attore Charles Dibdin, riferì che George, allorché non trovava suo fratello, subito chiedeva ai presenti: "David aveva bisogno di me?" Dopo quarantotto ore dalla morte di David nel 1779, anche George morì, tanto che la gente disse: "David aveva bisogno di lui".
All'età di diciannove anni, Garrick, che aveva frequentato la Lichfield Grammar School, si iscrisse alla Edial Hall School dove Samuel Johnson insegnava greco e latino. Garrick mostrò entusiasmo per il teatro molto presto ed apparve in una rappresentazione scolastica nel ruolo del sergente Kite in The Recruiting Officer di George Farquhar. Dopo che la scuola di Johnson fu chiusa, lui e Garrick, diventati amici, si recarono insieme a Londra per cercare fortuna. Al suo arrivo nel 1737, Garrick e suo fratello divennero soci nel commercio del vino un business del vino con agenzie a Londra e a Lichfield con David che gestiva l'agenzia di Londra. L'azienda non andò bene, forse a causa del fatto che Garrick era atrato dalle recite amatoriali. Il drammaturgo Samuel Foote ricordava di aver conosciuto Garrick quando a questi nella sua cantina erano rimasti solo tre litri di vino e continuava a presentarsi come un mercante di vino.

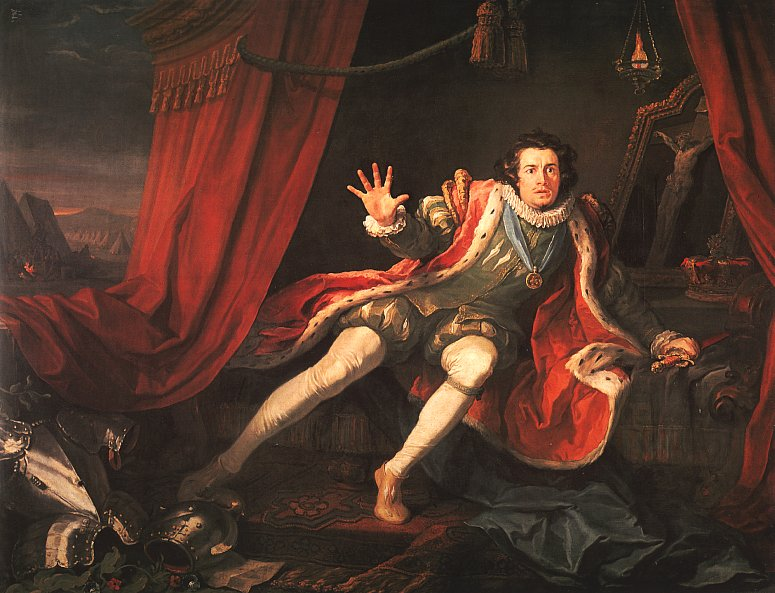
Have mercy, Jesu! Soft! I did but dream. O coward conscience, how dost thou afflict me! -- Shakespeare's Richard III Act V, Sc. 3. David Garrick interpreta Richard III, nella notte prima della battaglia di Bosworth, braccato nel sonno dai fantasmi delle sue vittime, si rende conto che tutti ormai lo hanno abbandonato e la sua fine è imminente. Quadro dipinto da William Hogarth.

 Nel 1740, quattro anni dopo l'arrivo di Garrick a Londra e dopo il fallimento del commercio del vino, vide la sua prima commedia, a satire, Lethe: or Aesop in the Shade, messa in scena al Theate Royal. Entro un anno recitò in piccole parti al Goodman's Fields Theatre sotto la direzione di Henry Giffard. Il Goodman's Fields Theatre era stato chiuso in base al Licensing Act del 1737 che chiuse tutti i teatri che non erano in possesso di una lettera patente che abilitava alla rappresentazione di "serious drama" e imponeva che comunque tutte le opere passassero al vaglio del Lord Ciambellano prima di essere messe in scena. Le recite di Garrick furono il risultato dell'aiuto fornito da Giffard a Garrick per una fornitura di vino. Giffard aveva fatto sì che Garrick fornisse il vino al Bedford Coffee-house, un locale frequentato da molti letterati e gente del teatro e che lo stesso Garrick frequentava.

### Attore professionista
Garrick fece il suo debutto come attore professionista a Ipswich nel 1741 in Oroonoko, or the Royal Slave, un'opera del drammaturgo inglese Thomas Southerne. Infatti, Garrick partecipò ad una tournée estiva a Ipswich con la compagnia teatrale di Giffard, in quell'occasione recitò nella parte di Aboan in Oroonoko di Southerne, presentandosi però con il nome d'arte di Lyddal per evitare imbarazzo alla famiglia. Ma mentre riscuoteva successo con Giffard, i gestori del Drury Lane e del Covent Garden gli opposero un rifiuto. Il 19 ottobre 1741, Garrick apparve in scena nel ruolo di Richard III. Egli fu preparato in questo ruolo dall'attore e drammaturgo Charles Macklin e la sua recitazione naturale, che si discostava dallo stile declamatorio in quel tempo prevalente, ben presto fu oggetto di conversazione a Londra. A proposito della rappresentazione al Goodman's Fields, Horace Walpole osservò, "c'era una dozzina di duchi una sera al Goodman's Fields." Dopo la sua travolgente interpretazione, Garrick scrisse a suo fratello chiedendogli di lasciarlo libero dagli impegni societari in modo da potersi dedicare completamente al teatro. Dopo il successo riscosso con il Riccardo III, Garrick passò ad interpretare tutta una serie di altri ruoli, tra cui Lear nel Re Lear di Shakespeare nell'adattamento di Nahum Tate, Pierre in Venice Preserv'd di Thomas Otway. Interpretò pure ruoli comici, come Bayes in The Rehearsal di George Villiers, II duca di Buckingham; Garrick interpretò un totale di diciotto personaggi nei primi sei mesi della sua carriera di attore. Il suo successo portò Alexander Pope, che lo vide esibirsi tre volte in questo arco di tempo, ad affermare: "quel giovanotto non ha eguali come attore e non avrà mai un rivale."
A seguito del successo al Goodman's Fields, Charles Fleetwood, direttore del Drury Lane, scritturò Garrick per interpretare Chaumont in The Orphan di Thomas Otway (un ruolo che egli interpretò prima ad Ipswich) l'11 maggio 1742 mentre utilizzava le sue lettere patenti per far chiudere il teatro di Giffard. In quello stesso mese, Garrick interpretò King Lear, con a fianco l'attrice Margaret Woffington nei panni di Cordelia, e tornò a recitare il Riccardo III. A fronte di questi successi, Fleetwood scritturò Garrick per l'intera stagione 1742-1743.

### Al teatroDrury Lane

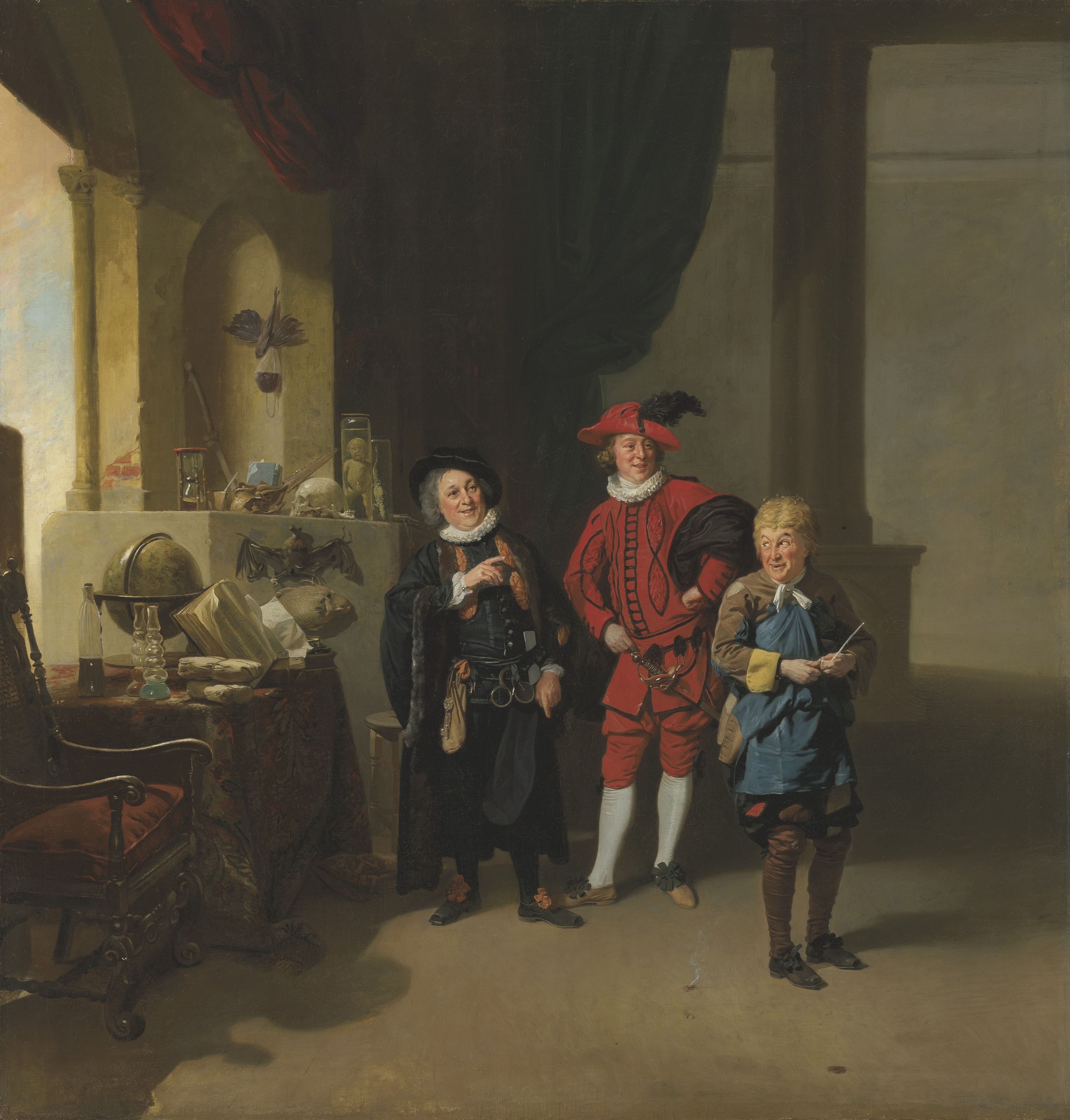
Garrick (a destra) interpreta Abel Drugger in The Alchemist di Ben Jonson, dipinto di Johann Zoffany.

Al termine della stagione londinese, Garrick, insieme a Peg Woffington, si portò a Dublino per la stagione estiva al Theatre Royal. Nella tournée di Dublino, Garrick aggiunse nuovi personaggi al suo repertorio: l'Amleto di Shakespeare, Abel Drugger in The Alchemist di Ben Jonson (un ruolo che riscosse grande approvazione) e Captain Plume in The Recruiting Officer di Farquhar. Ai successi di Garrick a Dublino contribuì non poco uno dei suoi primi fan, John Boyle, 5º conte di Cork, che scrisse lettere a molti nobili e notabili lodando la recitazione di Garrick. Queste lettere fecero esclamare a Garrick che si doveva attribuire ad essi il motivo di essere stato "più coccolato" a Dublino.
Cinque anni dopo aver aderito alla compagnia teatrale del Drury Lane, Garrick si recò di nuovo a Dublino per una stagione come direttore artistico e regista allo Smock Alley Theatre in collaborazione con Thomas Sheridan, il padre di Richard Brinsley Sheridan. Dopo il suo ritorno a Londra, Garrick recitò al Covent Garden sotto la direzione di John Rich mentre era in scena la farsa in due atti Miss in Her Teens, scritta da Garrick.

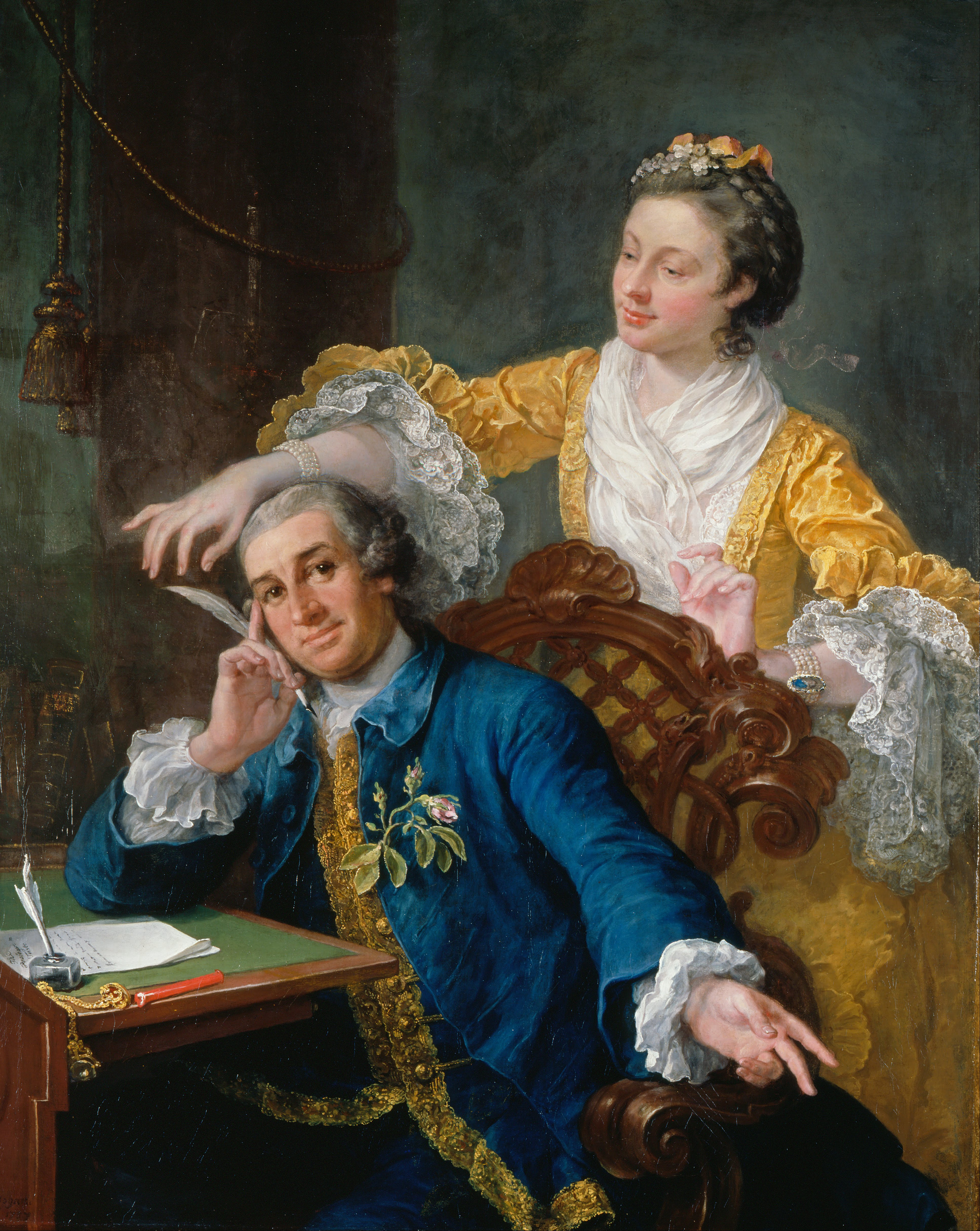
David Garrick e sua moglie, Eva Marie Veigel, in un dipinto di William Hogarth. Questo dipinto fa parte della Royal Collection al Windsor Castle

Con la fine della stagione teatrale 1746-1747, essendo scaduta la lettera patente di Fleetwoods e James Lacy per il Drury Lane, Garrick rilevò il teatro nell'aprile del 1747. Il teatro subì un certo declino per alcuni anni, ma la collaborazione fra Garrick e Lacy riportò al teatro successo e riconoscimenti. La prima rappresentazione sotto la gestione di Garrick e Lacy fu Ode to Drury Lane Theatre, on dedicating a Building and erecting a Statue, to Shakespeare scritto dal Dr. Johnson e recitato da Garrick. L'ode conteneva la promessa che: "The drama's law the drama's patrons give,/For we that live to please must please to live." Certamente questa affermazione potrebbe essere considerata come un sintetico riassunto della gestione del Drury Lane da parte di Garrick che fu in grado di bilanciare probità artistica e gusti volubili del pubblico.
La sua commedia più importante, The Clandestine Marriage (1766; scritta in collaborazione con George Colman il Vecchio), è ritenuta dalla critica una delle migliori commedie del settecento.
Dopo la relazione con Peg Woffington ed un certo numero di altre storie raffazzonate, Garrick conobbe Eva Marie Veigel (1724-1822), una ballerina tedesca che era arrivata a Londra nel 1746. La coppia si sposò il 22 giugno 1749 e fu oggetto di vari ritratti, tra cui quello di William Hogarth. L'unione non fu benedetta dalla nascita di figli, ma fu comunque felice e durò circa trenta anni, Garrick definì la sua consorte: "la migliore delle donne e delle mogli". Garrick gestì il Theatre Royal, Drury Lane fino al suo ritiro dalle scene nel 1776. Nei suoi ultimi anni continuò ad aggiungere personaggi al suo repertorio; per es. Posthumus nel dramma Cimbelino di Shakespeare fu tra i suoi ultimi ruoli di successo.
David Garrick si spense il 20 gennaio 1779 nella sua casa in Adelphi Buildings, Londra e fu sepolto nel transetto meridionale (Poets' Corner) di Westminster Abbey. La signora Garrick sopravvisse al marito per 43 anni.
Garrick era stato membro della Massoneria, nella Loggia londinese "St. Paul" n. 194

## Una maniera di recitare tranquilla, naturale
Garrick non era un attore con una grande presenza scenica. Infatti, era alto circa 1,60 e la sua voce fu descritta come non particolarmente potente. Sin dalla sua prima recita, Garrick si discostò dallo stile ampolloso allora molto apprezzato e scelse invece una maniera di porgere più rilassata, naturalistica che, per il biografo Alan Kendall, "probabilmente sembrerebbe abbastanza normale per noi oggi ma che era strana e nuova per il pubblico dell'epoca". Certamente questo stile diede luogo a vere e proprie acclamazioni: Alexander Pope affermò "ho paura che il giovane possa andare in rovina, per mancanza di concorrenza". Garrick ricordò che George Lyttleton si complimentò con lui dicendo: "Non sapevo cosa fosse la recitazione finché non sei apparso tu sulla scena." Anche James Quin, un attore della vecchia guardia, osservò: "Se questo giovanotto è nel giusto, allora noi abbiamo sbagliato tutto."
Mentre molti levavano lodi a Garrick, vi furono anche dei detrattori. Theophilus Cibber in Two Dissertations on the Theatres del 1756 riteneva che lo stile realistico di Garrick si spingesse un po' troppo oltre:
Ma possiamo renderci conto dello stile di Garrick leggendo le parole pronunciate dello storico Rev. Nicolas Tindal:

## Retaggio
- Sul monumento a Garrick nella Cattedrale di Lichfield, Staffordshire sono incise le famose parole di Johnson:

"I am disappointed by that stroke of death that has eclipsed the gaiety of nations, and impoverished the public stock of harmless pleasure."
- Un medaglione in pietra, di poco più di un metro di diametro, raffigura Garrick presso la Birmingham Central Library.
- Garrick è stato il primo attore cui fu concesso l'onore della sepoltura nella Westminster Abbey, il secondo è stato Sir Laurence Olivier nel 1989.
- Nel 1831 è stato fondato a Londra il "Garrick Club", ritrovo di uomini (esclusivamente) di teatro, artisti e intellettuali, Charles Dickens è stato tra i suoi membri.
- Nel 1937 è stato realizzato un film, una commedia intitolata The Great Garrick (in Italia, il film fu distribuito con il titolo L'ultima beffa di Don Giovanni), diretto da James Whale: una storia romanzata che ruota attorno alle doti dell'attore Garrick, interpretato da Brian Aherne. Al suo fianco, Olivia de Havilland.
- Un edificio della King Edward VI School di Lichfield porta il suo nome.
- Garrick scrisse il testo di Heart of Oak, musicato da William Boyce, che è l'inno ufficiale della Royal Navy.
- Juan de Dios Peza scrisse un poema su Garrick, dipingendolo come l'attore suicida in Reir Llorando.
- Una leggenda narra che egli era così preso durante una interpretazione del Riccardo III da non accorgersi di essersi fratturato una gamba, da qui l'augurio scherzoso che si rivolge agli artisti o in genere a chi affronta una difficile prova Break a leg![14], corrispondente al nostro In bocca al lupo!.

### Nomi di teatro
Diversi teatri portano il nome di Garrick:
- Due teatri di Londra: il primo è il Garrick Theatre in Leman St a Whitechapel aperto nel 1831 e chiuso nel 1881; il secondo è il Garrick Theatre, in Charing Cross Road, che aprì nel 1889 ed è tuttora in funzione.
- A Lichfield vi è il Garrick Theatre, come pure vi è la Garrick Room, la suite principale del George Hotel.

## Opere principali
- James Boswell (1740–1795), biografo.
- Samuel Johnson (1709–1784), saggista e lessicografo.
- Sir Joshua Reynolds (1723–1792), pittore.
- David Garrick (1717–1779), attore.
- Edmund Burke (1729–1797), statista.
- Pasquale Paoli (1725–1807), generale e patriota Corso.
- Charles Burney (1726–1814), musicista.
- Thomas Warton (1728–1790), storico.
- Oliver Goldsmith (1728–1774), scrittore.

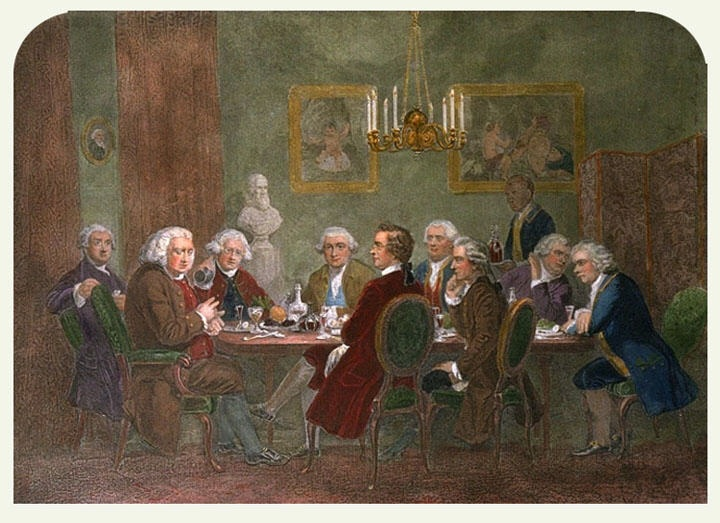
'Una riunione del circolo letterario The Club
Da sinistra a destra:
- James Boswell (1740–1795), biografo.
- Samuel Johnson (1709–1784), saggista e lessicografo.
- Sir Joshua Reynolds (1723–1792), pittore.
- David Garrick (1717–1779), attore.
- Edmund Burke (1729–1797), statista.
- Pasquale Paoli (1725–1807), generale e patriota Corso.
- Charles Burney (1726–1814), musicista.
- Thomas Warton (1728–1790), storico.
- Oliver Goldsmith (1728–1774), scrittore.

- Lethe: or, Aesop in the Shades (1740)
- The Lying Valet (1741)
- Miss in Her Teens; or, The Medley of Lovers (1747)
- Lilliput (1756)
- The Male Coquette; or, Seventeen Fifty Seven (1757)
- The Guardian (1759)
- Harlequin's Invasion (1759)
- The Enchanter; or, Love and Magic (1760)
- The Farmer's Return from London (1762)
- The Clandestine Marriage (1766)
- Neck or Nothing (1766)
- Cymon (1767)
- Linco's Travels (1767)
- A Peep Behind the Curtain, or The New Rehearsal (1767)
- The Jubilee (1769)
- The Irish Widow (1772)
- A Christmas Tale (1773)
- The Meeting of the Company; or, Bayes's Art of Acting (1774)
- Bon Ton; or, High Life Above Stairs (1775)
- The Theatrical Candidates (1775)
- May-Day; or, The Little Gypsy (1775)

## Film su David Garrick
- David Garrick, prodotto dalla Essanay fu interpretato da Henry E. Dixey - cortometraggio (1908)
- David Garrick, regia di Percy Nash - dal lavoro teatrale di T.W. Robertson, cortometraggio (1912)
- David Garrick, regia di Leedham Bantock - dal lavoro teatrale di T.W. Robertson, cortometraggio (1913)
- David Garrick, regia di Hay Plumb - dal lavoro teatrale di T.W. Robertson (1913)
- David Garrick, regia di James Young - dal romanzo di T.W. Robertson, cortometraggio (1914)
- David Garrick, regia di Frank Lloyd - dal lavoro teatrale di T.W. Robertson (1916)
- David Garrick - dal lavoro teatrale di T.W. Robertson (1916)
- David Garrick - dal lavoro teatrale di T.W. Robertson, cortometraggio (1922)
- Peg of Old Drury, regia di Herbert Wilcox (1936)
- L'ultima beffa di Don Giovanni (The Great Garrick), regia di James Whale - dal lavoro teatrale di Ernest Vajda (1937)

## Curiosità
Lo scrittore irlandese Laurence Sterne nel suo famoso e colossale romanzo Vita e opinioni di Tristram Shandy, gentiluomo cita l'attore David Garrick, parlando della recitazione di un suo soliloquio originale e definendolo 'Ammirevole grammatico' (Milano, Arnoldo Mondadori Editore, 1992, Edizione Integrale, Vol. III, Cap. XII, pag.176).
In seguito al successo del romanzo di Laurence Sterne, di cui Garrick lesse i primi volumi grazie all'amica comune Catherine Fourmantel, fra l'attore e lo scrittore nacque una profonda amicizia, che durò fino alla morte di Sterne (Milano, Arnoldo Mondadori Editore, 1992, Edizione Integrale, Vol.III, Nota al cap. XII, pag.654).